# Пожарский, Иван Петрович
Князь Иван Петрович Пожарский  — стольник и воевода во времена правления Фёдора Ивановича и Бориса Годунова, государственный и военный деятель первого и второго народного ополчения,
Из княжеского рода Пожарские. Старший сын князя Петра Тимофеевича Пожарского по прозванию Щепа. Имел братьев, видных деятелей Смутного времени князей Дмитрия Петровича по прозванию Лопата и Романа Петровича.

## Биография
В 1598-1604 годах "выборный сын боярский" по Владимиру. В 1601 году "на Туле Ямской стройщик".  В 1604 году послан в Борисов и Белгород осматривать войска. В этом году его поместный оклад составлял 300 четей земли.
По официальной версии погиб в 1604 году в битве под Новгородом-Северском с войском Лжедмитрия I, но М.Г. Спиридов показывает его дальнейшие службы.
В 1612 году показан в войсках в чине стольника. Послан русским национальным героем князем Дмитрием Михайловичем Пожарским из Ярославля воеводой войск в Пошехонье против польско-литовских отрядов Речи Посполитой разоряющих область. В данном походе во многих боях разбил интервентов, взяв многих в плен. Далее направлен в Кашин на соединение с войском князя Дмитрия Мамстрюковича Черкасского, откуда ему было велено идти в Углич, где также в боях разбил польско-литовские отряды и возвратился в Ярославль. Соединившись с основным войском князя Д.М. Пожарского принял вместе с братьями участие в походе к захваченной Москве. В октябре с отрядом приступом взял Китай-город и принял участие в боях по освобождению столицы и Московского кремля.

## Семья
От брака с неизвестной имел детей:
- Князь Пожарский Фёдор Иванович — московский дворянин (1627-1629)[3], бездетный.
- Княжна Ульяна Ивановна — жена Петра Вельяминова.
- Княжна Мария (Марья) Ивановна — жена Алексея Дмитриевича Колычева по прозванию Баран.

## Критика
В Русской родословной книге А.Б. Лобанова-Ростовского, князь Иван Петрович показан вторым сыном. В родословной книге М.Г. Спиридова и поколенной росписи поданной в 1682 году в Палату родословных дел показан — старшим.
Различные данные о смерти князя, вероятно связаны с тем, что в поколенной росписи князей Пожарских указаны три современника, князя Ивана Петровича проходящие у А.Б. Лобанова-Ростовского под номерами № 40 (сын Петра Васильевича), № 43 (сын Петра Борисовича Корова)  и № 45 (сын Петра Тимофеевича Щепы), а также возможно смешивание их служб. Данная биография относится к № 45 сыну князя Петра Тимофеевича Пожарского-Щепы.